# Đường hầm Bikoš
Đường hầm Bikoš (tiếng Slovakia: Tunel Bikoš) là một đường hầm đường cao tốc hai ống đang được xây dựng, nằm trên đoạn Prešov của đường cao tốc R4 ở Slovakia. Chiều dài của đường hầm là 1.155 mét. Đường hầm Bikoš, đường hầm Okruhliak trên đoạn liền kề và đường hầm Prešov trên đường cao tốc số 1 cùng nhau tạo thành bộ ba đường hầm hoàn chỉnh trên đường cao tốc Prešov.

## Lịch sử
Việc xây dựng giai đoạn 1 của Đường tránh phía Bắc thành phố Prešov bắt đầu vào tháng 7 năm 2019. Giá trị hợp đồng của toàn bộ công việc xây dựng, bao gồm cả đường hầm, là 142.876.816,00 euro chưa bao gồm VAT. Việc đào đường hầm bắt đầu vào ngày 5 tháng 6 năm 2020. Lễ khánh thành đường hầm diễn ra vào ngày 27 tháng 5 năm 2021, và toàn bộ đường hầm được bàn giao đưa vào sử dụng vào năm 2023.

## Miêu tả
Đường hầm Bikoš được thiết kế cho giao thông đường bộ, bao gồm hai đường ống hầm cho lưu thông một chiều. Tốc độ thiết kế trong đường hầm là 100 km/h. Chiều dài của ống hầm bên phải là 1164,5 mét và chiều dài của ống hầm bên trái 1144,5 mét. Các hốc cứu hỏa có các họng nước được thiết kế bên trái hướng di chuyển với khoảng cách tối đa 150 mét. Các hốc SOS được thiết kế ở bên phải hướng di chuyển với khoảng cách tối đa 150 mét. Có 7 hốc cứu hỏa và 7 hốc SOS trong mỗi ống hầm.